# Halvard Hanevold
Halvard Hanevold (ur. 3 grudnia 1969 w Askim, zm. 3 września 2019 w Asker) – norweski biathlonista, sześciokrotny medalista olimpijski i wielokrotny medalista mistrzostw świata.

## Kariera
Studiował nauki inżynieryjne, reprezentował barwy klubu Asker Skiklubb. W zawodach Pucharu Świata zadebiutował 7 marca 1992 roku w Oslo, zajmując 19. miejsce w sprincie. Tym samym już w debiucie zdobył pierwsze punkty. Na podium zawodów tego cyklu po raz pierwszy stanął 11 stycznia 1996 roku w Anterselvie, kończąc rywalizację w biegu indywidualnym na trzeciej pozycji. W zawodach tych wyprzedzili go jedynie jego rodak Ole Einar Bjørndalen i reprezentujący Białoruś Władimir Draczow. W kolejnych startach jeszcze 39 razy stawał na podium, odnosząc przy tym 9 zwycięstw: 11 stycznia 1998 roku w Anterselvie, 11 lutego 1998 roku w Nagano, 9 marca 2000 roku w Lahti i 19 marca 2003 roku w Chanty-Mansyjsku był najlepszy w biegu indywidualnym, 11 stycznia 2004 roku w Pokljuce i 8 stycznia 2006 roku w Oberhofie triumfował w biegu masowym, 12 marca 1999 roku w Oslo i 17 stycznia 2004 roku w Ruhpolding wygrywał sprinty, a 16 stycznia 2000 roku w Ruhpolding zwyciężył w biegu pościgowym. Ostatnie podium w karierze wywalczył 27 marca 2010 roku w Chanty-Mansyjsku, gdzie zajął trzecie miejsce w biegu masowym. Kilkakrotnie plasował się w czołowej dziesiątce klasyfikacji generalnej Pucharu Świata, najwyżej w sezonie 2003/2004 – na czwartym miejscu, za Francuzem Raphaëlem Poirée, Ole Einarem Bjørndalenem i Niemcem Ricco Großem. Jednocześnie zajął trzecie miejsce w klasyfikacji biegu masowego. W sezonach 1997/1998 i 2002/2003 zdobywał małą kryształową kulę za zwycięstwo w klasyfikacji biegu indywidualnego, a w sezonie 2007/2008 zajął w niej trzecie miejsce. Ponadto w sezonie 1998/1999 był trzeci w klasyfikacji sprintu.
Hanevold zdobył 16 medali mistrzostw świata, z czego aż osiem w sztafecie. Złote medale w tej konkurencji wywalczył na MŚ w Hochfilzen (2005) i MŚ w Pjongczangu (2009), srebrne podczas MŚ w Lahti (2000), MŚ w Oberhofie (2004), MŚ w Anterselvie (2007) i MŚ w Östersund (2008) oraz brązowe na MŚ w Kontiolahti (1999) i MŚ w Pokljuka (2001). Zdobył też złote medale w biegu drużynowym na MŚ w Anterselvie (1995) i MŚ w Hochfilzen (1998) oraz srebrny w sztafecie mieszanej na MŚ w Pokljuce (2006), gdzie startował razem z Lindą Grubben, Torą Berger i Ole Einarem Bjørndalenem.
Indywidualnie największe sukcesy osiągnął podczas mistrzostw świata w Chanty-Mansyjsku w 2003 roku, gdzie wywalczył złoty medal w biegu indywidualnym, wyprzedzając Vesę Hietalahtiego z Finlandii i Ricco Großa. Trzy dni wcześniej zdobył też srebrny medal w biegu pościgowym, rozdzielając Großa i kolejnego Fina, Paavo Puurunena. Dwa lata wcześniej, na mistrzostwach świata w Pokljuce, był trzeci w sprincie, ulegając Rosjaninowi Pawłowi Rostowcewowi i Włochowi René Cattarinussiemu. W tej samej konkurencji zajął również drugie miejsce na mistrzostwach świata w Östersund w 2008 roku, przegrywając z Maksimem Czudowem z Rosji oraz trzecie mistrzostwach świata w Pjongczangu rok później, plasując się za Bjørndalenem i kolejnym Norwegiem - Larsem Bergerem.
Jego olimpijski debiut miał miejsce podczas igrzysk w Lillehammer w 1994 roku, gdzie zajął 46. miejsce w biegu indywidualnym i siódme w sztafecie. Na rozgrywanych cztery lata później igrzyskach w Nagano wywalczył złoty medal w biegu indywidualnym, zostając pierwszym od 26 lat norweskim mistrzem olimpijskim w tej konkurencji (na ZIO 1972 wygrał Magnar Solberg). Na tej samej imprezie był też ósmy w sprincie, a wspólnie z Egilem Gjellandem, Ole Einarem Bjørndalenem i Dagiem Bjørndalenem zdobył srebrny medal w sztafecie. Tytułu mistrzowskiego nie obronił na igrzyskach olimpijskich w Salt Lake City w 2002 roku, tym razem zajmując piąte miejsce. Zwyciężył za to w sztafecie (wraz z Ole Einarem Bjørndalenem, Egilem Gjellandem i Frode Andresenem). W pozostałych startach był trzynasty w sprincie i ósmy w biegu pościgowym. Na igrzyskach w Turynie w lutym 2006 roku sięgnął po brąz w biegu indywidualnym, za Niemcem Michaelem Greisem i Ole Einarem Bjørndalenem. W biegu sprinterskim (10 km) zajął drugie miejsce, przegrywając jedynie z Niemcem Svenem Fischerem. We wszystkich kolejnych startach na tych igrzyskach plasował się w czołowej dziesiątce: był piąty w biegu pościgowym i sztafecie oraz siódmy w biegu masowym. Brał też udział w igrzyskach olimpijskich w Vancouver w 2010 roku, gdzie w wieku 40 lat zdobył swój ostatni medal. Razem z Tarjei Bø, Emilem Hegle Svendsenem i Ole Einarem Bjørndalenem zwyciężył tam w sztafecie, zdobywając swój trzeci złoty i szósty ogółem medal olimpijski. W startach indywidualnych plasował się poza czołową dziesiątką, najlepszy wynik osiągając w biegu pościgowym, w którym był siedemnasty.
Zaliczany był do najlepszych strzelców wśród biathlonistów. Po sezonie 2009/2010 ogłosił zakończenie kariery. Po skończeniu kariery komentował jako ekspert biathlon dla norweskiej stacji NRK.

## Osiągnięcia

### Igrzyska olimpijskie
| Rok  | Miejscowość    | Konkurencje | Konkurencje | Konkurencje | Konkurencje | Konkurencje | Konkurencje | Konkurencje |
| Rok  | Miejscowość    | IN          | SP          | PU          | MS          | RL          | MR          | SR          |
| ---- | -------------- | ----------- | ----------- | ----------- | ----------- | ----------- | ----------- | ----------- |
| 1994 | Lillehammer    | 46.         | –           | nd.         | nd.         | 7.          | nd.         | –           |
| 1998 | Nagano         | 1.          | 8.          | nd.         | nd.         | 2.          | nd.         | –           |
| 2002 | Salt Lake City | 5.          | 13.         | 8.          | nd.         | 1.          | nd.         | –           |
| 2006 | Turyn          | 3.          | 2.          | 5.          | 7.          | 5.          | nd.         | –           |
| 2010 | Vancouver      | –           | 24.         | 17.         | 19.         | 1.          | nd.         | –           |

### Mistrzostwa świata
| Rok  | Miejscowość         | Konkurencje | Konkurencje | Konkurencje | Konkurencje | Konkurencje | Konkurencje | Konkurencje |
| Rok  | Miejscowość         | IN          | SP          | PU          | MS          | RL          | MR          | SR          |
| ---- | ------------------- | ----------- | ----------- | ----------- | ----------- | ----------- | ----------- | ----------- |
| 1996 | Ruhpolding          | 34.         | –           | nd.         | nd.         | –           | nd.         | –           |
| 1998 | Pokljuka/Hochfilzen | nd.         | nd.         | 13.         | nd.         | nd.         | nd.         | –           |
| 1999 | Kontiolahti/Oslo    | 37.         | 13.         | 13.         | 17.         | 3.          | nd.         | –           |
| 2000 | Oslo/Lahti          | 10.         | 12.         | 5.          | 10.         | 2.          | nd.         | –           |
| 2001 | Pokljuka            | 44.         | 3.          | 9.          | 9.          | 3.          | nd.         | –           |
| 2003 | Chanty-Mansyjsk     | 1.          | 4.          | 2.          | 8.          | 4.          | nd.         | –           |
| 2004 | Oberhof             | 38.         | 18.         | 5.          | 5.          | 2.          | nd.         | –           |
| 2005 | Hochfilzen          | 30.         | –           | –           | 11.         | 1.          | nd.         | –           |
| 2005 | Chanty-Mansyjsk     | nd.         | nd.         | nd.         | nd.         | nd.         | 10.         | –           |
| 2006 | Pokljuka            | nd.         | nd.         | nd.         | nd.         | nd.         | 2.          | –           |
| 2007 | Anterselva          | 10.         | 23.         | 20.         | 18.         | 2.          | –           | –           |
| 2008 | Östersund           | 17.         | 2.          | 9.          | 5.          | 2.          | –           | –           |
| 2009 | Pjongczang          | 71.         | 3.          | 6.          | 13.         | 1.          | –           | –           |

### Puchar świata

#### Miejsca w klasyfikacji generalnej
| Sezon     | Miejsce |
| --------- | ------- |
| 1991/1992 | 62.     |
| 1992/1993 | 75.     |
| 1993/1994 | 31.     |
| 1994/1995 | 53.     |
| 1995/1996 | 15.     |
| 1996/1997 | 22.     |
| 1997/1998 | 4.      |
| 1998/1999 | 7.      |
| 1999/2000 | 11.     |
| 2000/2001 | 6.      |
| 2001/2002 | 10.     |
| 2002/2003 | 5.      |
| 2003/2004 | 4.      |
| 2004/2005 | 11.     |
| 2005/2006 | 7.      |
| 2006/2007 | 10.     |
| 2007/2008 | 8.      |
| 2008/2009 | 10.     |
| 2009/2010 | 25.     |

#### Statystyka miejsc na podium
| Sezon Pucharu Świata | 1. miejsce | 2. miejsce | 3. miejsce | razem |  |
| 2009/2010            | -          | -          | 1          | 1     |  |
| 2008/2009            | -          | -          | 1          | 1     |  |
| 2007/2008            | -          | 4          | 1          | 5     |  |
| 2006/2007            | -          | 1          | -          | 1     |  |
| 2005/2006            | 1          | 2          | 1          | 4     |  |
| 2004/2005            | -          | -          | 3          | 3     |  |
| 2003/2004            | 2          | 1          | 2          | 5     |  |
| 2002/2003            | 1          | 2          | 2          | 5     |  |
| 2001/2002            | -          | -          | 1          | 1     |  |
| 2000/2001            | -          | -          | 2          | 2     |  |
| 1999/2000            | 2          | -          | -          | 2     |  |
| 1998/1999            | 1          | 1          | 1          | 3     |  |
| 1997/1998            | 2          | 2          | -          | 4     |  |
| 1996/1997            | -          | -          | 1          | 1     |  |
| 1995/1996            | -          | 1          | 1          | 2     |  |
| 1994/1995            | -          | -          | -          | -     |  |
| 1993/1994            | -          | -          | -          | -     |  |
| 1992/1993            | -          | -          | -          | -     |  |
| 1991/1992            | -          | -          | -          | -     |  |
| suma                 | 9          | 14         | 17         | 40    |  |

#### Miejsca na podium w zawodach chronologicznie
| Lp. | Dzień        | Rok  | Miejscowość     | Konkurencja                | Lokata | Pudła   | Czas biegu | Strata  | Zwycięzca             |
| --- | ------------ | ---- | --------------- | -------------------------- | ------ | ------- | ---------- | ------- | --------------------- |
| 1.  | 11 stycznia  | 1996 | Anterselva      | Bieg indywidualny na 20 km | 3.     | 0+1+0+0 | 55:25,8    | +1:16,2 | Ole Einar Bjørndalen  |
| 2.  | 14 marca     | 1996 | Hochfilzen      | Bieg indywidualny na 20 km | 2.     | 0+0+0+0 | 52:23,1    | +54,4   | Wiktor Majgurow       |
| 3.  | 4 stycznia   | 1997 | Oberhof         | Sprint na 10 km            | 3.     | 0+1     | 25:54,1    | +34,8   | Ole Einar Bjørndalen  |
| 4.  | 7 grudnia    | 1997 | Lillehammer     | Bieg pościgowy na 12,5 km  | 2.     | 0+0+1+1 | 34:26,1    | +25,9   | Ołeksij Ajdarow       |
| 5.  | 11 stycznia  | 1998 | Anterselva      | Bieg indywidualny na 20 km | 1.     | 0+1+0+0 | 55:00,6    | –       | –                     |
| 6.  | 11 lutego    | 1998 | Nagano          | Bieg indywidualny na 20 km | 1.     | 0+0+0+1 | 56:14,4    | –       | –                     |
| 7.  | 12 marca     | 1998 | Hochfilzen      | Bieg indywidualny na 20 km | 2.     | 0+0+0+0 | 53:02,9    | +2:15,6 | Władimir Draczow      |
| 8.  | 23 stycznia  | 1999 | Hochfilzen      | Bieg pościgowy na 12,5 km  | 3.     | 0+0+0+1 | 35:43,9    | +15,6   | Ole Einar Bjørndalen  |
| 9.  | 6 marca      | 1999 | Valcartier      | Bieg pościgowy na 12,5 km  | 2.     | 0+0+1+1 | 39:51,6    | +27,6   | Frode Andresen        |
| 10. | 12 marca     | 1999 | Oslo            | Sprint na 10 km            | 1.     | 1+0     | 24:54,3    | –       | ex aequo Sven Fischer |
| 11. | 16 stycznia  | 2000 | Ruhpolding      | Bieg pościgowy na 12,5 km  | 1.     | 0+0+0+0 | 35:14,0    | –       | –                     |
| 12. | 9 marca      | 2000 | Lahti           | Bieg indywidualny na 20 km | 1.     | 0+1+0+1 | 1:00:38,4  | –       | –                     |
| 13. | 3 lutego     | 2001 | Pokljuka        | Sprint na 10 km            | 3.     | 1+0     | 24:40,3    | +47,9   | Pawieł Rostowcew      |
| 14. | 16 marca     | 2001 | Oslo            | Sprint na 10 km            | 3.     | 0+2     | 26:53,5    | +31,9   | Frode Andresen        |
| 15. | 16 grudnia   | 2001 | Pokljuka        | Bieg pościgowy na 12,5 km  | 3.     | 0+0+0+2 | 35:24,4    | +1:52,3 | Raphaël Poirée        |
| 16. | 23 stycznia  | 2003 | Anterselva      | Bieg indywidualny na 20 km | 2.     | 0+1+0+0 | 56:28,6    | +21,3   | Władimir Draczow      |
| 17. | 9 lutego     | 2003 | Lahti           | Bieg masowy na 15 km       | 3.     | 0+0+0+0 | 40:42,9    | +4,8    | Ole Einar Bjørndalen  |
| 18. | 23 lutego    | 2003 | Östersund       | Bieg pościgowy na 12,5 km  | 3.     | 1+0+1+0 | 35:23,9    | +18,2   | Władimir Draczow      |
| 19. | 16 marca     | 2003 | Chanty-Mansyjsk | Bieg pościgowy na 12,5 km  | 2.     | 0+0+1+0 | 37:37,4    | +12,0   | Ricco Groß            |
| 20. | 19 marca     | 2003 | Chanty-Mansyjsk | Bieg indywidualny na 20 km | 1.     | 0+0+0+1 | 53:39,4    | –       | –                     |
| 21. | 4 grudnia    | 2003 | Kontiolahti     | Sprint na 10 km            | 2.     | 0+0     | 29:44,0    | +25,1   | Ole Einar Bjørndalen  |
| 22. | 11 grudnia   | 2003 | Hochfilzen      | Sprint na 10 km            | 3.     | 0+0     | 26:25,6    | +15,4   | Lars Berger           |
| 23. | 11 stycznia  | 2004 | Pokljuka        | Bieg masowy na 15 km       | 1.     | 0+0+0+0 | 38:08,7    | –       | –                     |
| 24. | 17 stycznia  | 2004 | Ruhpolding      | Sprint na 10 km            | 1.     | 0+0     | 25:01,5    | –       | –                     |
| 25. | 18 stycznia  | 2004 | Ruhpolding      | Bieg pościgowy na 12,5 km  | 3.     | 0+0+0+1 | 37:54,2    | +22,5   | Ole Einar Bjørndalen  |
| 26. | 11 grudnia   | 2004 | Oslo            | Sprint na 10 km            | 3.     | 0+1     | 22:04,0    | +1:05,2 | Ole Einar Bjørndalen  |
| 27. | 23 stycznia  | 2005 | Anterselva      | Bieg pościgowy na 12,5 km  | 3.     | 1+0+1+0 | 32:16,5    | +1:59,9 | Ole Einar Bjørndalen  |
| 28. | 16 marca     | 2005 | Chanty-Mansyjsk | Sprint na 10 km            | 2.     | 0+0     | 26:53,3    | +28,3   | Sven Fischer          |
| 29. | 8 stycznia   | 2006 | Oberhof         | Bieg masowy na 15 km       | 1.     | 1+0+0+0 | 39:00,6    | –       | –                     |
| 30. | 20 stycznia  | 2006 | Anterselva      | Bieg pościgowy na 12,5 km  | 2.     | 0+0+1+1 | 33:44,0    | +29,8   | Ole Einar Bjørndalen  |
| 31. | 11 lutego    | 2006 | Turyn           | Bieg indywidualny na 20 km | 3.     | 1+1+0+0 | 54:23,0    | +1:08,9 | Michael Greis         |
| 32. | 14 lutego    | 2006 | Turyn           | Sprint na 10 km            | 2.     | 0+0     | 26:11,6    | +8,2    | Sven Fischer          |
| 33. | 13 stycznia  | 2007 | Ruhpolding      | Sprint na 10 km            | 2.     | 0+0     | 23:34,9    | +37,2   | Ole Einar Bjørndalen  |
| 34. | 29 listopada | 2007 | Kontiolahti     | Bieg indywidualny na 20 km | 2.     | 0+1+0+0 | 51:25,2    | +23,6   | Vincent Defrasne      |
| 35. | 9 lutego     | 2008 | Östersund       | Sprint na 10 km            | 2.     | 0+0     | 22:25,4    | +19,8   | Maksim Czudow         |
| 36. | 27 lutego    | 2008 | Pjongczang      | Sprint na 10 km            | 2.     | 0+1     | 25:57,4    | +29,9   | Emil Hegle Svendsen   |
| 37. | 29 lutego    | 2008 | Pjongczang      | Bieg pościgowy na 12,5 km  | 2.     | 1+0+0+2 | 32:49,5    | +12,4   | Michael Greis         |
| 38. | 16 marca     | 2008 | Oslo            | Bieg masowy na 15 km       | 3.     | 0+0+1+1 | 39:11,9    | +5,1    | Michal Šlesingr       |
| 39. | 14 lutego    | 2009 | Pjongczang      | Sprint na 10 km            | 3.     | 0+0     | 24:16,5    | +12,5   | Ole Einar Bjørndalen  |
| 40. | 27 marca     | 2010 | Chanty-Mansyjsk | Bieg masowy na 15 km       | 3.     | 0+0+0+0 | 38:19,8    | +11,2   | Dominik Landertinger  |